# Torkning

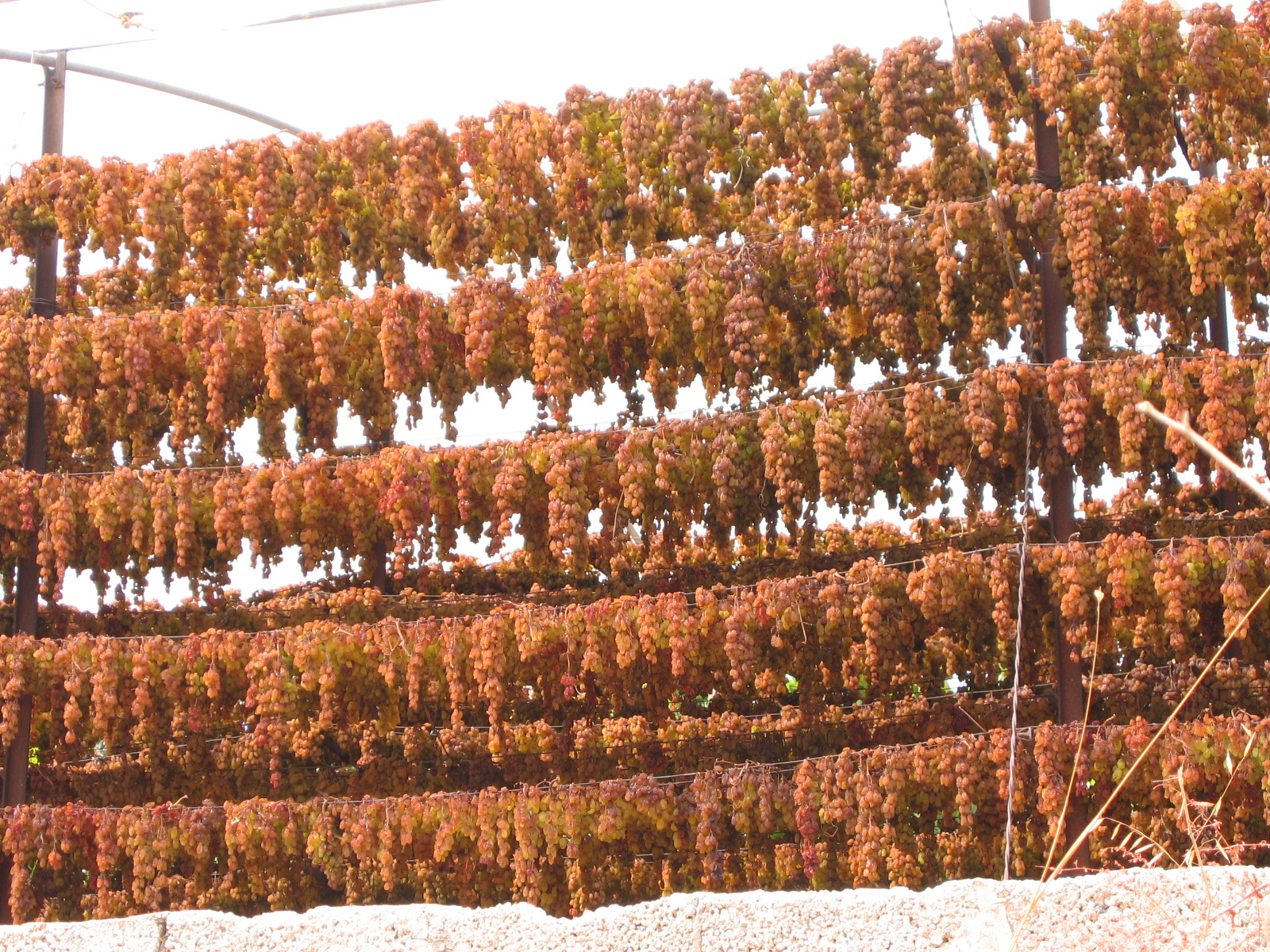
Vindruvor som lufttorkas vid tillverkning av russin, fotograferade år 2004 på Kreta, nära Knossos

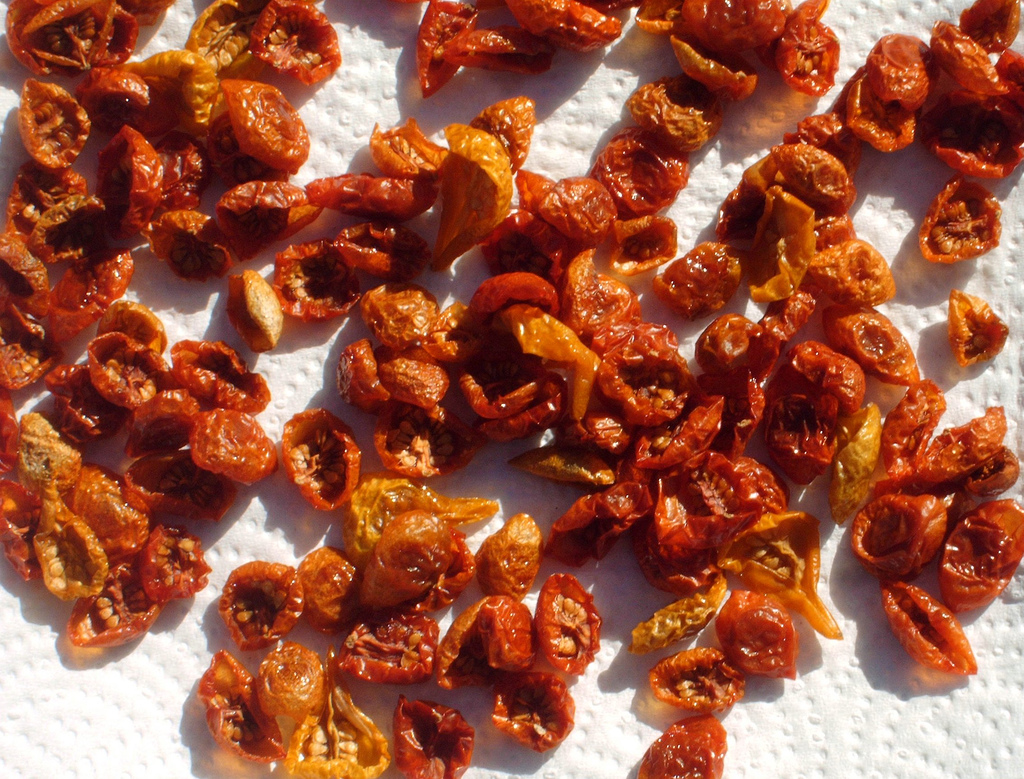
Soltorkade tomater

Torkning är den konserveringsprocess där vatten eller andra vätskor lämnar ett livsmedel eller ett annat organiskt eller oorganiskt material, vanligen genom avdunstning. Torkning är med stor sannolikhet den äldsta kända konserveringsmetoden.
Säd för bröd eller för djurfoder, torkas i en spannmålstork som möjliggör lagring under längre tid. Utan torkning kan stora delar av skörden fördärvas av mögel, om väderleken kring skördetiden var otjänlig. 
Torkning är ett sätt att förhindra att bakterier eller svampar gör livsmedlet otjänligt som föda för människan och hennes husdjur. Torkade livsmedel passar bra till friluftsliv, som till exempel vid längre vandringar och  cykelturer där den medhavda matens vikt men även hållbarhet är viktig. Av den anledningen finns i handeln ett brett sortiment av torkade, färdiga rätter.
Det finns många olika sätt att torka en vara på, bland annat lufttorkning, soltorkning, frystorkning, spraytorkning och valstorkning. Vissa livsmedel kan man enkelt torka i en vanlig hushållsugn, till exempel köttfärs och skivor av äpple.